# Kimi wa Jitensha Watashi wa Densha de Kitaku
Singles de Cute
Sekaiichi Happy na Onna no Ko
(2011) Aitai Aitai Aitai na
(2012)
Singles par Berryz Kōbō x Cute (Berikyū)
Amazuppai Haru ni Sakura Saku
(2011) Chō Happy Song
(2012)
 Kimi wa Jitensha Watashi wa Densha de Kitaku  (君は自転車 私は電車で帰宅) est le 18e single "major" et 24e single au total du groupe Cute, sorti en 2012.

## Présentation
Le single, écrit, composé et produit par Tsunku, sort le 18 avril 2012 au Japon sur le label zetima. Il atteint la 3e place du classement de l'oricon. Sortent aussi six éditions limitées du single, notées "A" à "F", avec des pochettes différentes : la première contient un DVD en supplément, et les cinq autres contiennent chacune une version supplémentaire de la chanson-titre interprétée en solo par une des cinq membres qui figure seule en couverture. Le single sort également une semaine après en version "single V" (DVD) contenant le clip vidéo.
La chanson-titre sera reprise par le groupe affilié Smileage en "face B" de son single Suki yo, Junjō Hankōki qui sort quatre mois plus tard ; cette version est utilisée comme générique du film Kaidan Shin Mimibukuro Igyō dont les membres de S/mileage interprètent les héroînes. La version de Cute figurera en fin d'année sur sa compilation 2 Cute Shinseinaru Best Album ainsi que sur la compilation du Hello! Project Petit Best 13.

## Membres
- Maimi Yajima
- Saki Nakajima
- Airi Suzuki
- Chisato Okai
- Mai Hagiwara

## Titres
CD (édition régulière et édition limitée "A")
1. Kimi wa Jitensha Watashi wa Densha de Kitaku (君は自転車 私は電車で帰宅?)
2. "Ai wa Itsumo Itsumo" (「愛はいつもいつも」?)
3. Kimi wa Jitensha Watashi wa Densha de Kitaku (instrumental)

DVD de l'édition limitée "A"
1. Kimi wa Jitensha Watashi wa Densha de Kitaku (Dance Shot Ver.)

CD de l'édition limitée "B"
1. Kimi wa Jitensha Watashi wa Densha de Kitaku (君は自転車 私は電車で帰宅?)
2. "Ai wa Itsumo Itsumo" (「愛はいつもいつも」?)
3. Kimi wa Jitensha Watashi wa Densha de Kitaku (Yajima Maimi Ver.) (...矢島舞美Ver.?)
4. Kimi wa Jitensha Watashi wa Densha de Kitaku (instrumental)

CD de l'édition limitée "C"
1. Kimi wa Jitensha Watashi wa Densha de Kitaku (君は自転車 私は電車で帰宅?)
2. "Ai wa Itsumo Itsumo" (「愛はいつもいつも」?)
3. Kimi wa Jitensha Watashi wa Densha de Kitaku (Nakajima Saki Ver.) (...中島早貴Ver.?)
4. Kimi wa Jitensha Watashi wa Densha de Kitaku (instrumental)

CD de l'édition limitée "D"
1. Kimi wa Jitensha Watashi wa Densha de Kitaku (君は自転車 私は電車で帰宅?)
2. "Ai wa Itsumo Itsumo" (「愛はいつもいつも」?)
3. Kimi wa Jitensha Watashi wa Densha de Kitaku (Suzuki Airi Ver.) (...鈴木愛理Ver.?)
4. Kimi wa Jitensha Watashi wa Densha de Kitaku (instrumental)

CD de l'édition limitée "E"
1. Kimi wa Jitensha Watashi wa Densha de Kitaku (君は自転車 私は電車で帰宅?)
2. "Ai wa Itsumo Itsumo" (「愛はいつもいつも」?)
3. Kimi wa Jitensha Watashi wa Densha de Kitaku (Okai Chisato Ver.) (...岡井千聖Ver.?)
4. Kimi wa Jitensha Watashi wa Densha de Kitaku (instrumental)

CD de l'édition limitée "F"
1. Kimi wa Jitensha Watashi wa Densha de Kitaku (君は自転車 私は電車で帰宅?)
2. "Ai wa Itsumo Itsumo" (「愛はいつもいつも」?)
3. Kimi wa Jitensha Watashi wa Densha de Kitaku (Hagiwara Mai Ver.) (...萩原舞Ver.?)
4. Kimi wa Jitensha Watashi wa Densha de Kitaku (instrumental)

Single V (DVD)
1. Kimi wa Jitensha Watashi wa Densha de Kitaku (君は自転車 私は電車で帰宅?)
2. Kimi wa Jitensha Watashi wa Densha de Kitaku (Close-up Ver.A)
3. Making Eizo (メイキング映像?) (making of)

DVD de l'édition "Event V"
1. Kimi wa Jitensha Watashi wa Densha de Kitaku (Yajima Maimi Solo Ver. A) (君は自転車 私は電車で帰宅（矢島舞美 Solo Ver. A))
2. Kimi wa Jitensha Watashi wa Densha de Kitaku (Nakajima Saki Solo Ver. A) (君は自転車 私は電車で帰宅(中島早貴 Solo Ver. A))
3. Kimi wa Jitensha Watashi wa Densha de Kitaku (Suzuki Airi Solo Ver. A) (君は自転車 私は電車で帰宅(鈴木愛理 Solo Ver. A))
4. Kimi wa Jitensha Watashi wa Densha de Kitaku (Okai Chisato Solo Ver. A) (君は自転車 私は電車で帰宅(岡井千聖 Solo Ver. A))
5. Kimi wa Jitensha Watashi wa Densha de Kitaku (Hagiwara Mai Solo Ver. A (君は自転車 私は電車で帰宅I(萩原　舞 Solo Ver. A))
6. Kimi wa Jitensha Watashi wa Densha de Kitaku ~Yajima Maimi & Suzuki Airi (Acoustic LIVE Ver.)~ (君は自転車 私は電車で帰宅～矢島舞美＆鈴木愛理アコースティックLIVE Ver. ～)